# 3D Grand Prix
3D Grand Prix est un jeu de simulation de course de Formule 1, sorti en 1984 sur BBC Micro et en 1985 sur Amstrad CPC.

## Système de jeu
Dans le cockpit d'une Formule 1, l'objectif est de boucler trois tours sur chaque circuit en terminant dans les trois premières positions afin de pouvoir passer au circuit suivant. 
Le jeu comporte huit circuits : Zandvoort, Silverstone, Anderstorp, Jarama, Rouen, Brands Hatch, Kyalami et Mosport. 
Avec le joystick, pour accélérer il faut pousser et pour freiner, tirer sur le manche, tandis que le bouton de feu permet de changer le rapport de la boîte de vitesses.

## Accueil
Amstrad Action lui attribue une note de 88 % pour le graphisme et de 31 % pour le son. L'évaluateur apprécie le graphisme, en particulier la vue des pneus avant. Autre point positif, les huit différentes courses. Il n'aime pas les effets sonores et le fait qu'il soit nécessaire de recommencer la partie dans le cas où on échoue à être parmi les trois premiers.